# United-Airlines-Flug 826
Auf dem United-Airlines-Flug 826 (Flugnummer: UA826) ereignete sich am 28. Dezember 1997 ein schwerer Flugunfall, als eine Boeing 747-122 der United Airlines auf einem transpazifischen Interkontinentalflug von Tokio nach Honolulu in eine Clear Air Turbulence einflog. Bei dem Zwischenfall starb eine 32-jährige japanische Passagierin, 102 Personen an Bord der Maschine wurden verletzt.

## Maschine
Bei dem verunglückten Flugzeug handelte es sich um eine Boeing 747-122, die zum Zeitpunkt des Unfalls 26 Jahre alt war. Die Maschine wurde im Werk von Boeing in Everett im Bundesstaat Washington montiert und absolvierte am 17. Dezember 1971 ihren Erstflug. Das Flugzeug trug die Werksnummer 19882, es handelte sich um die 175. Boeing 747 aus laufender Produktion. Am 6. Januar 1972 wurde das Flugzeug neu an die United Airlines ausgeliefert, wo es seitdem mit dem Luftfahrzeugkennzeichen N4723U in Betrieb war. Das vierstrahlige Großraumflugzeug war mit vier Triebwerken des Typs Pratt & Whitney JT9D-7 ausgestattet.

## Passagiere und Besatzung
Es befanden sich 374 Passagiere und eine 19-köpfige Besatzung an Bord, bestehend aus einer dreiköpfigen Cockpitbesatzung und 16 Flugbegleiterinnen. Die Cockpitbesatzung bestand aus einem Flugkapitän, einem Ersten Offizier und einem Zweiten Offizier. Der Flugkapitän verfügte über 15.000 Stunden Flugerfahrung, davon 1100 Stunden als Flugkapitän der Boeing 747. Der Erste Offizier verfügte über 10.000 Stunden Flugerfahrung, von denen er etwa 1500 Stunden in der Boeing 747 absolviert hatte. Der Zweite Offizier hatte 3500 Stunden Flugerfahrung als Pilot und 850 Stunden Flugerfahrung in der Position des Zweiten Offiziers, die er alle im Cockpit der Boeing 747 absolviert hatte.

## Flugverlauf und Unfallhergang
Die Maschine startete am 28. Dezember 1997 um 20:30 Uhr Ortszeit vom Flughafen Tokio-Narita. Knapp eine halbe Stunde später erreichte sie ihre Reiseflughöhe von 9448 Metern. Der Kapitän wählte die einzige genehmigte Route zu einem Zeitpunkt, zu dem keine schweren Turbulenzen oder Gewitter vorhergesagt wurden.
In Reiseflughöhe stieß der Flug zunächst auf einige Turbulenzen, woraufhin der Kapitän das Sicherheitsgurtzeichen einschaltete. Eine Viertelstunde später ließen die Turbulenzen nach und das Sicherheitsgurtzeichen wurde ausgeschaltet. Zu der Zeit kündigte der Kapitän den Passagieren an, dass Turbulenzen immer noch möglich seien und dass die Sicherheitsgurte im Sitzen angelegt werden sollten. Ein Flugbegleiter übersetzte die Ankündigung ins Japanische.
Ungefähr eine Stunde später, als die Maschine unter ruhigen Bedingungen flog, wurde das Sicherheitsgurtzeichen ohne Ankündigung wieder angeschaltet. Nach ungefähr zwei Minuten leichter Turbulenzen fiel die 747 plötzlich leicht ab und schoss dann mit einer solchen Geschwindigkeit wieder auf und ab, dass ein Purser, der sich an einer festen Arbeitsplatte festhielt, kopfüber, mit den Füßen in der Luft hing, während er sich immer noch an der Arbeitsplatte festklammerte. Das Flugzeug stieg wieder steil auf, bevor es erneut stark fiel. Nach einem weiteren leichten Aufstieg kehrte die Maschine in einen normalen Flugbetrieb zurück.
Bei dem Vorfall wurde eine 32-jährige japanische Passagierin, deren Gurt gelöst war, bewusstlos und stark blutend im Gang liegend aufgefunden. Trotz schneller Wiederbelebungsversuche von verletzten Flugbegleitern und einem als Passagier anwesenden Arzt musste sie für tot erklärt werden.
Drei Flugbegleiter und 15 Passagiere hatten Wirbelsäulen- und Genickverletzungen erlitten. Weitere 87 Passagiere hatten Hämatome, Verstauchungen und andere leichte Verletzungen. 
Obwohl Henderson Field auf dem Midway Atoll der nächstgelegene Flughafen gewesen wäre, entschied sich der Kapitän für die Rückkehr nach Tokio, nachdem er festgestellt hatte, dass das Flugzeug noch flugfähig war und er davon ausging, dass die medizinische Versorgung der Verletzten in Tokio besser zu gewährleisten wäre. Drei Stunden später landete das Flugzeug sicher am Flughafen Narita.

## Unfalluntersuchung
Das National Transportation Safety Board (NTSB) unternahm nach dem Unfall die Untersuchungen. Die Auswertung des Flugdatenschreibers ergab, dass die Sensoren beim ersten steilen Anstieg der Maschine zunächst eine maximale Normalbeschleunigung von 1,814 g aufgezeichnet hatten. Dann zeigten die Daten, dass das Flugzeug um 18° zur Seite gerollt war und mit einer Beschleunigungskraft von −0,824 g abfiel.
Die NTSB-Untersuchung ergab ein Problem, das den Tod und viele Verletzungen hätte verhindern können. Niemand konnte sich erinnern, den typischen Signalton zum Anlegen des Sicherheitsgurtes gehört zu haben, als das Sicherheitsgurtlicht etwa zwei Minuten vor dem Turbulenzereignis aufleuchtete. Zudem wurde weder auf Englisch noch auf Japanisch angekündigt, dass die Sicherheitsgurte angelegt sein sollten.